# Hottendorf
Hottendorf is een plaats en voormalige gemeente in de Duitse deelstaat Saksen-Anhalt en maakt als Ortschaft deel uit van de gemeente Gardelegen in de Landkreis Altmarkkreis Salzwedel.
Hottendorf telde begin 2002 229 inwoners.
Het dorp ligt in het uiterste oosten van de gemeente, 9 km ten oosten van de stad Gardelegen. Hottendorf ligt bij de Colbitz-Letzlinger Heide, die ten dele natuurgebied en ten dele militair oefenterrein is. Hier zijn heuvels tot 100 meter hoog, en er groeit heide en naaldbos. Hottendorf grenst aan Uchtspringe, gemeente Stendal. Zie verder onder Gardelegen.
Algenstedt · Berge · Breitenfeld · Dannefeld · Estedt · Gardelegen Stadt · Hemstedt · Hottendorf · Jävenitz · Jeggau · Jerchel · Jeseritz · Kassieck · Kloster Neuendorf · Köckte · Letzlingen · Lindstedt · Mieste · Miesterhorst · Peckfitz · Potzehne · Roxförde · Sachau · Schenkenhorst · Seethen · Sichau · Solpke · Trüstedt · Wannefeld · Wiepke · Zichtau